# ذريم (الشعر)

تعديل مصدري - تعديل

ذريم محلة تابعة لقرية الردى، التابعة لعزلة الا ملؤك بمديرية الشعر إحدى مديريات محافظة إب في الجمهورية اليمنية، بلغ تعداد سكانها 133 حسب تعداد اليمن لعام 2004.